# Stanisław Palimąka
Stanisław Palimąka (ur. 1 grudnia 1933 w Rembiechowie, zm. 27 lutego 1985 w Klimontowie) – polski prezbiter katolicki, proboszcz parafii w Klimontowie.

## Życiorys
Był synem rolników Piotra i Marianny z Dąbrowskich. Pierwsze lata jego nauki przypadły na okres okupacji i wkroczenia Sowietów do Polski. Po wojnie uczęszczał do liceum w Jędrzejowie, gdzie w 1954 zdał maturę. W 1953 roku został ojcem chrzestnym Waldemara Woźniaka, syna swojej siostry Kamili. Następnie wstąpił do seminarium duchownego w Kielcach – był to okres więzienia biskupa Czesława Kaczmarka przez komunistów, co w dużym stopniu wpłynęło na kształtowanie się jego postawy kapłańskiej. 11 czerwca 1960 roku przyjął święcenia kapłańskie.
Pierwszą placówką duszpasterską, w której pracował jako wikariusz, była parafia Łopuszno. Tam zajmował się przede wszystkim katechizacją. Po trzech latach pracy został przeniesiony, najpierw do Słaboszowa koło Miechowa, a 3 grudnia 1963 r. do Pierzchnicy koło Chmielnika. Dał się już wtedy poznać jako dobry, zaangażowany patriotycznie kaznodzieja. W związku z tym zaczęła się nim interesować „władza ludowa”. 16 kwietnia 1966 r. poinformowano kurię biskupią w Kielcach, że wszczęto przeciw niemu postępowanie z racji działalności „szkodliwej dla państwa ludowego”. Zagrożono mu usunięciem z parafii. Podczas konfrontacji z przedstawicielami kurii biskupiej nie zaprzeczał prawdziwości zarzutów, ale nie zaprzestał głoszenia kazań w duchu patriotycznym. Był przesłuchiwany na tę okoliczność w Wydziale do Spraw Wyznań. Jak pokazały następne lata, ani ówczesna władza państwowa, ani proboszczowie nie zdołali zmienić jego nastawienia i zaangażowania w sprawy społeczne.
30 czerwca 1966 r. został mianowany wikarym w Białogonie kolo Kielc. Po trzech latach podjął pracę w Kazimierzy Wielkiej, a 13 czerwca 1972 roku w Proszowicach.

## Parafia Klimontów
W 1972 roku ordynariusz kielecki, biskup Jan Jaroszewicz, zlecił księdzu Stanisławowi Palimące organizację nowej parafii i budowę kościoła w Klimontowie – wtedy wchodzącym w skład parafii Proszowice. 
9 grudnia 1976 r. wyznaczono teren pod budowę świątyni, a 14 lutego 1977 r. bp Jan Jaroszewicz oddelegował ks. Stanisława Palimąkę, ówczesnego wikariusza z Proszowic, do organizowania parafii i budowy kościoła w Klimontowie. 
Szybko powstała drewniana kaplica, a 3 lipca 1977 r. na placu budowy została odprawiona pierwsza Msza św.  24 września 1977 r. zatwierdzono projekt kościoła wykonany przez arch. Krystiana Seiberta. Pod koniec 1977 r. bp Jan Jaroszewicz upoważnił duszpasterza do prowadzenia ksiąg parafialnych. 
Po odpowiednich przygotowaniach 10 kwietnia 1978 roku rozpoczęto budowę kościoła, a 15 października wmurowano kamień węgielny. Sprawa budowy tak dalece nadwerężyła jego siły, że przeżył ciężki zawał serca. W tym okresie wiele czasu poświęcał kaznodziejstwu i katechizacji. Już od 1978 roku był samodzielnym duszpasterzem, ale formalnie parafię erygowano dopiero 10 lipca 1983 roku.
Nastały czasy po stanie wojennym. Atmosfera w kraju nie sprzyjała zaangażowaniu patriotycznemu. 

## Tragiczna śmierć

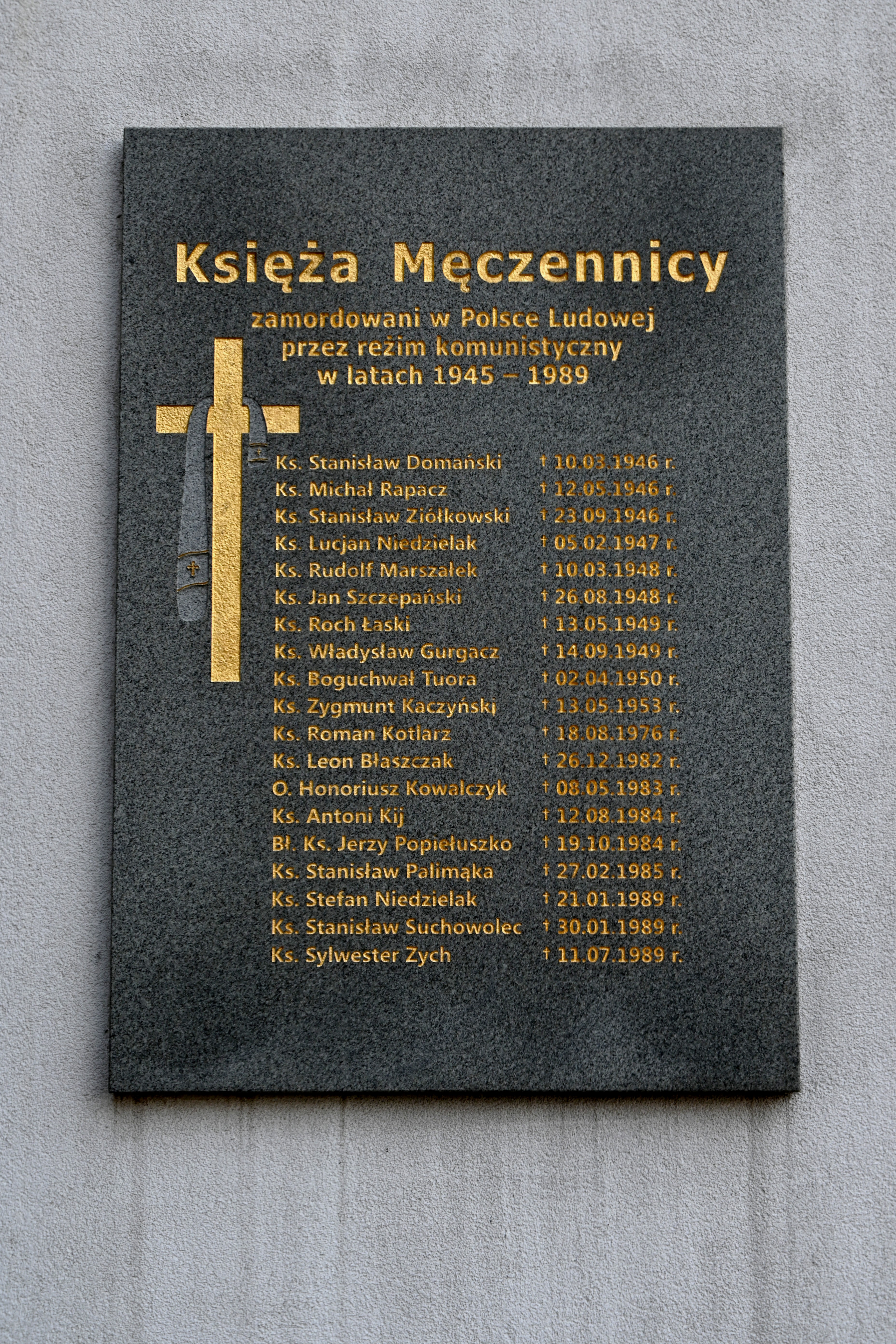
Tablica upamiętniająca księży zamordowanych w Polsce Ludowej, umieszczona przy wejściu do Sanktuarium Matki Bożej Królowej Polskich Męczenników w Warszawie.

27 lutego 1985 roku, po śniadaniu, ksiądz Stanisław Palimąka zawiózł kleryka Stanisława Olesińskiego do punktu katechetycznego. W porze obiadowej siostra proboszcza Otylia Kaczmarek, która pomagała mu w prowadzeniu gospodarstwa, w oczekiwaniu na brata wyszła przed garaż. Tam znalazła martwego księdza. Obok stał jego samochód – Fiat 125, który zatrzymał się na drzwiach garażu. Drzwi z solidnie wykonanych desek zostały wybite z ram.
Według oficjalnej wersji – auto, staczając się w kierunku garażu z podjazdu o długości 12 m i nachyleniu 12 stopni, najechało na księdza, powodując jego śmierć. Już 30 marca 1985 r. umorzono postępowanie wyjaśniające. Sekcja zwłok wykazała złamanie podstawy czaszki, stłuczenie mózgu, krwiak podpajęczynkowy, rany tłuczone twarzy po prawej stronie i złamanie prawego uda. Oficjalnie było to nieszczęśliwy wypadek.

## Pogrzeb
Pogrzeb tragicznie zmarłego księdza, który odbył się 2 marca 1985 roku w Klimontowie przy udziale 218 księży, pod przewodnictwem ks. biskupa Stanisława Szymeckiego i przy udziale setek ludzi, stał się wielką manifestacją religijną i patriotyczną. Trumna z ciałem księdza została złożona w grobowcu rodziny Husków na cmentarzu w Klimontowie, a po pewnym czasie przeniesione do grobowca usytuowanego na wprost wejścia do kościoła.

## Kontrowersje
Tymczasem świadkowie stwierdzili, że przez wiele dni przed śmiercią przy kościele i plebanii stał samochód milicyjny. Ksiądz bez wątpienia był pilnie śledzony. Sejmowa Komisja Nadzwyczajna, pod kierownictwem posła Jana Marii Rokity, orzekając w sprawie śmierci ks. Palimąki, stwierdziła, że okoliczności śmierci nasuwają wiele wątpliwości. Nie zabezpieczono żadnych dowodów, nie sprawdzono odcisków palców w samochodzie, nie przesłuchano wszystkich świadków. Okazało się też, że w Ministerstwie Spraw Wewnętrznych zniszczono dokumenty w tej sprawie. Prokurator z Prokuratury Generalnej, Aleksander Herzog, uznał, że śledztwo było prowadzone nieprawidłowo, podobnie jak w sprawach Piotra Bartoszcze, Grzegorza Przemyka, ks. Jerzego Popiełuszki i ks. Sylwestra Zycha. Żyjący jeszcze w 2008 r. były milicjant miał stwierdzić, że ksiądz zginął z rąk funkcjonariuszy Milicji Obywatelskiej.

## Upamiętnienie
3 maja 1990 r. ks. biskup Jan Gurda poświęcił tablicę upamiętniającą księdza Palimąkę.